# Mastixiodendron flavidum
Mastixiodendron flavidum là một loài thực vật có hoa trong họ Thiến thảo. Loài này được (Seem.) A.C.Sm. mô tả khoa học đầu tiên năm 1945.